# Marina Fischer-Kowalski
Marina Fischer-Kowalski (ur. 15 stycznia 1946 w Wiedniu) – austriacka socjolog, profesor, założycielka i dyrektor Instytutu Ekologii Społecznej Alpen-Adria-Universität w Klagenfurcie oraz wykładowca socjologii środowiska na Uniwersytecie Wiedeńskim. Jest uważana za pioniera interdyscyplinarnych badań środowiskowych i zrównoważonego rozwoju w Austrii.

## Życiorys
Habilitowała się w 1985 na Uniwersytecie w Grazu z socjologii. W 1986 założyła Instytut Ekologii Społecznej w dawnym Międzyuczelnianym Instytucie Badań i Edukacji (IFF, obecnie Wydział Interdyscyplinarnych Badań i Kształcenia Ustawicznego Alpen-Adria-Universität Klagenfurt-Wien-Graz), gdzie w 2003 została mianowana profesorem ekologii społecznej. Oprócz profesury i nauczania socjologii środowiska na Uniwersytecie Wiedeńskim była stypendystką w London School of Economics and Political Science, Uniwersytetu Griffitha (Australia), Uniwersytetu Yale (leśnictwo i ochrona środowiska) oraz na Federalnym Uniwersytecie w Rio de Janeiro.
Jej zainteresowania naukowe obejmują ekologię społeczną, metabolizm społeczny, przemiany w zakresie zrównoważonego rozwoju, teorie zmian społecznych, socjologię środowiska, wykorzystanie zasobów społecznych oraz wskaźniki środowiskowe i zrównoważonego rozwoju. Jej badania wniosły istotny wkład w wypełnianie paradygmatycznych granic między naukami przyrodniczymi i społecznymi.
W październiku 2015 roku została odznaczona Krzyżem Honorowym I Klasy za Naukę i Sztukę.

## Osiągnięcia
Opublikowała dwanaście książek i 77 artykułów w czasopismach naukowych oraz 158 rozdziałów w antologiach. Przeprowadziła badania w ponad pięćdziesięciu projektach badawczych, w tym dla FWF i Komisji Europejskiej. Jest aktywna w nauczaniu i kształceniu młodszych naukowców, m.in. promowaniu doktorów.
Jest wiceprezesem Europejskiego Towarzystwa Ekologii Społecznej i członkiem-ekspertem UNEP (Program Środowiskowy Organizacji Narodów Zjednoczonych).

## Rodzina
Jest córką polityka i pisarza Ernsta Fischera i Ruth von Mayenburg.